# Milan Šrejber

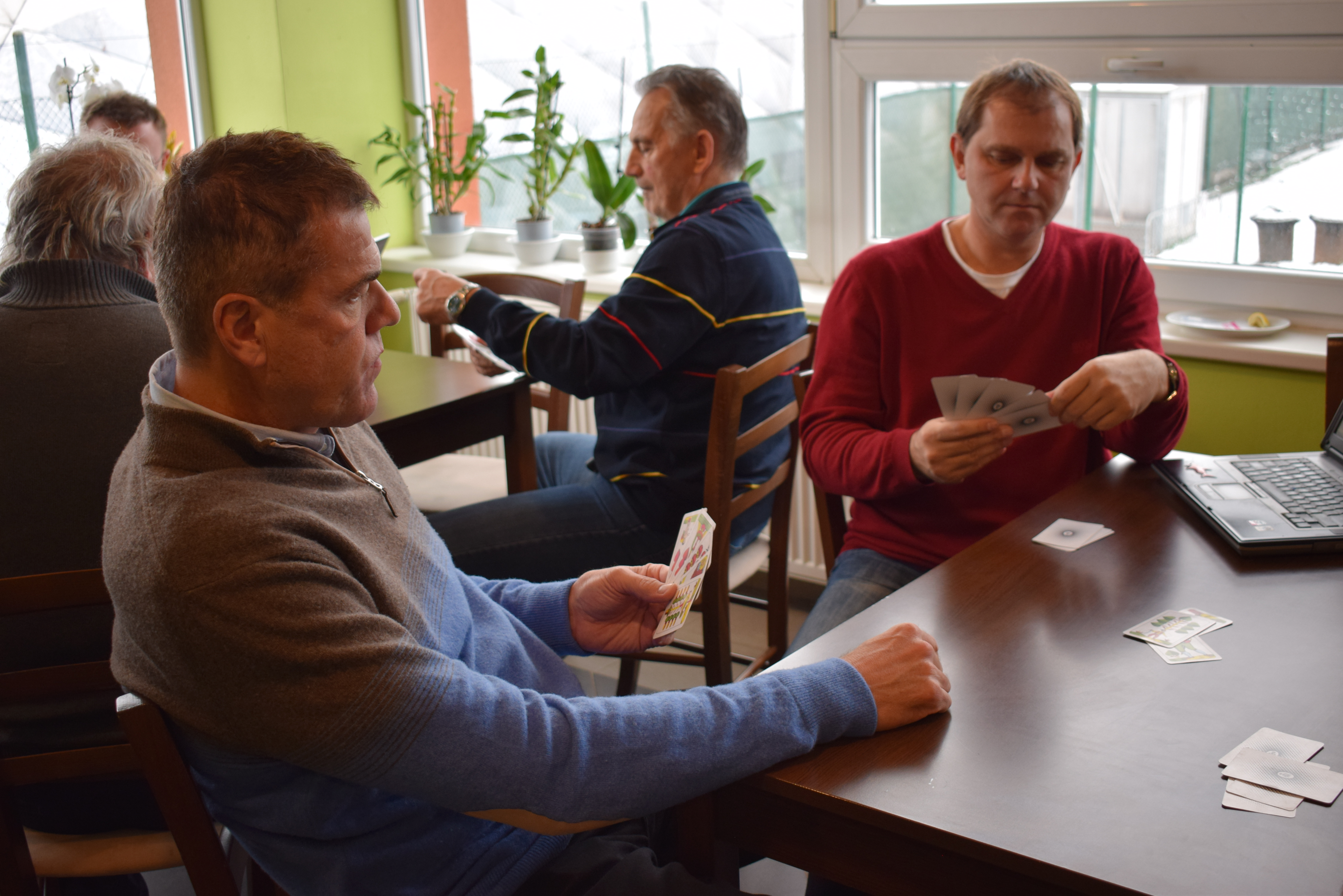
Foto De Milan Šrejber Jugando Cartas

Milan Šrejber (Praga, República Checa, 30 de diciembre de 1963) es un jugador de tenis checo. En su carrera ha conquistado 3 torneos ATP y su mejor posición en el ranking de individuales fue Nº23 en octubre de 1986 y en el de dobles fue Nº37 en junio de 1989. 